# Сиам
Сиам, Мыанг-Таи (тайск. สยาม, произношениео файле, произносится Саям) — начиная с 1238 года — зарубежное название тайских королевств, которое происходило от национальности «сиамец». Официально королевство называлось Сиам в период, с которого начинается правление короля Монгкута, и заканчивается революцией 1932 года.

## Название
Первым упоминанием слова «Сиам», на которое любят ссылаться тайские историки, считается барельеф кхмерского храмового комплекса Ангкор-Ват, на котором некий Джаясингхаварнам, возглавляющий войска из Лаво (сейчас Лопбури), предстает перед королем Кхмерской империи Сурьяварманом II вместе с группой наёмников, называемых Саям Кок. Первое слово Саям ассоциируют с санскритским словом Sama, которое переводится как «чёрный, жёлтый, золотой». Второе слово соотносится с рекой Кок, протекающей по северу Таиланда. Всё вместе может переводиться как «золотые (или чернокожие) из долины реки Кок».
Наименование Сиам может соотноситься со следующими королевствами:
- Сукхотаи (1238—1438)
- Аютия (1351—1767)
- Тхонбури (1768—1782)
- Раттанакосин (1782—1932)
- Таиланд (до 1939 и 1945—1948)

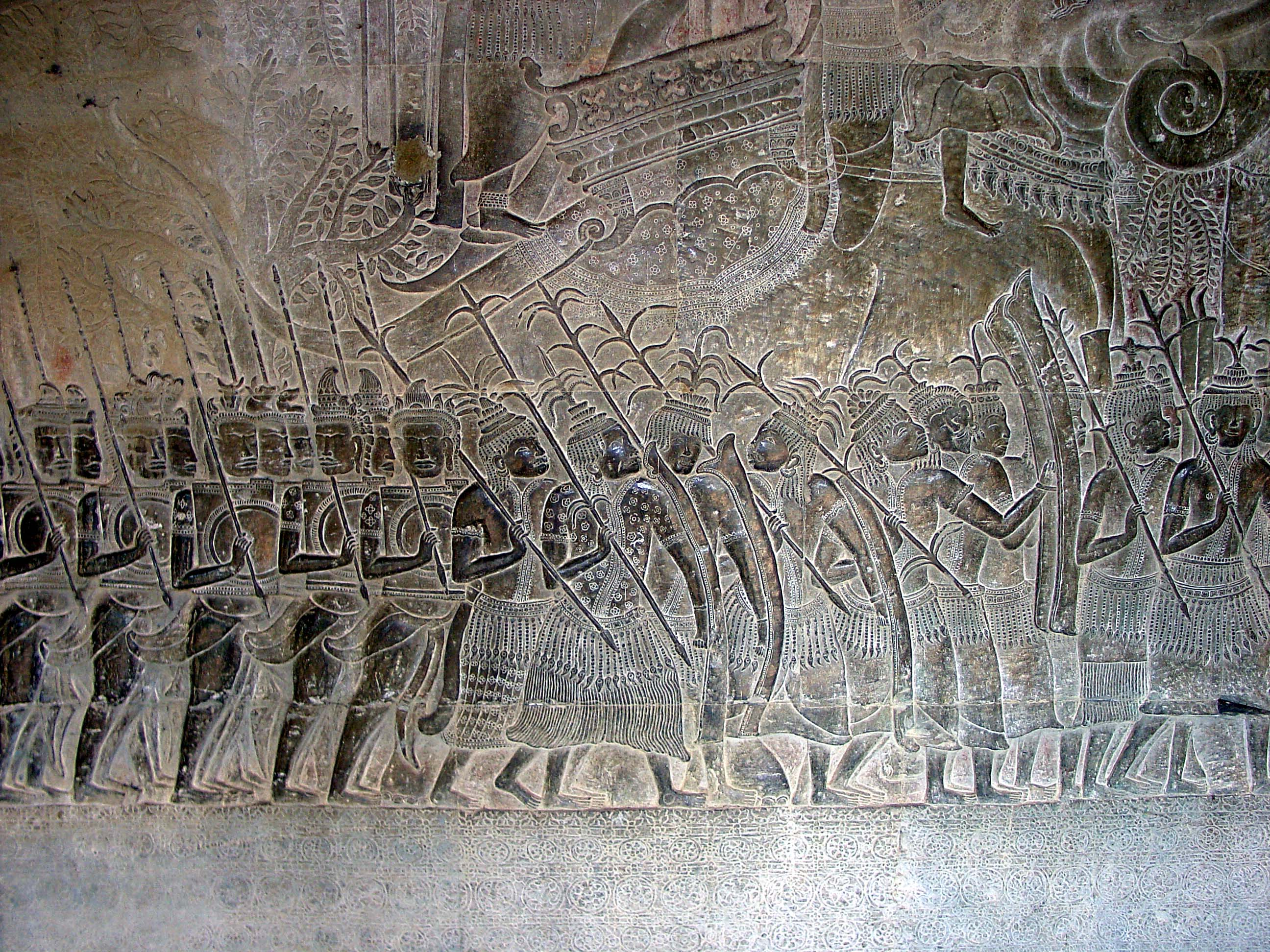
Войско сиамских наёмников на барельефе в Ангкор Вате
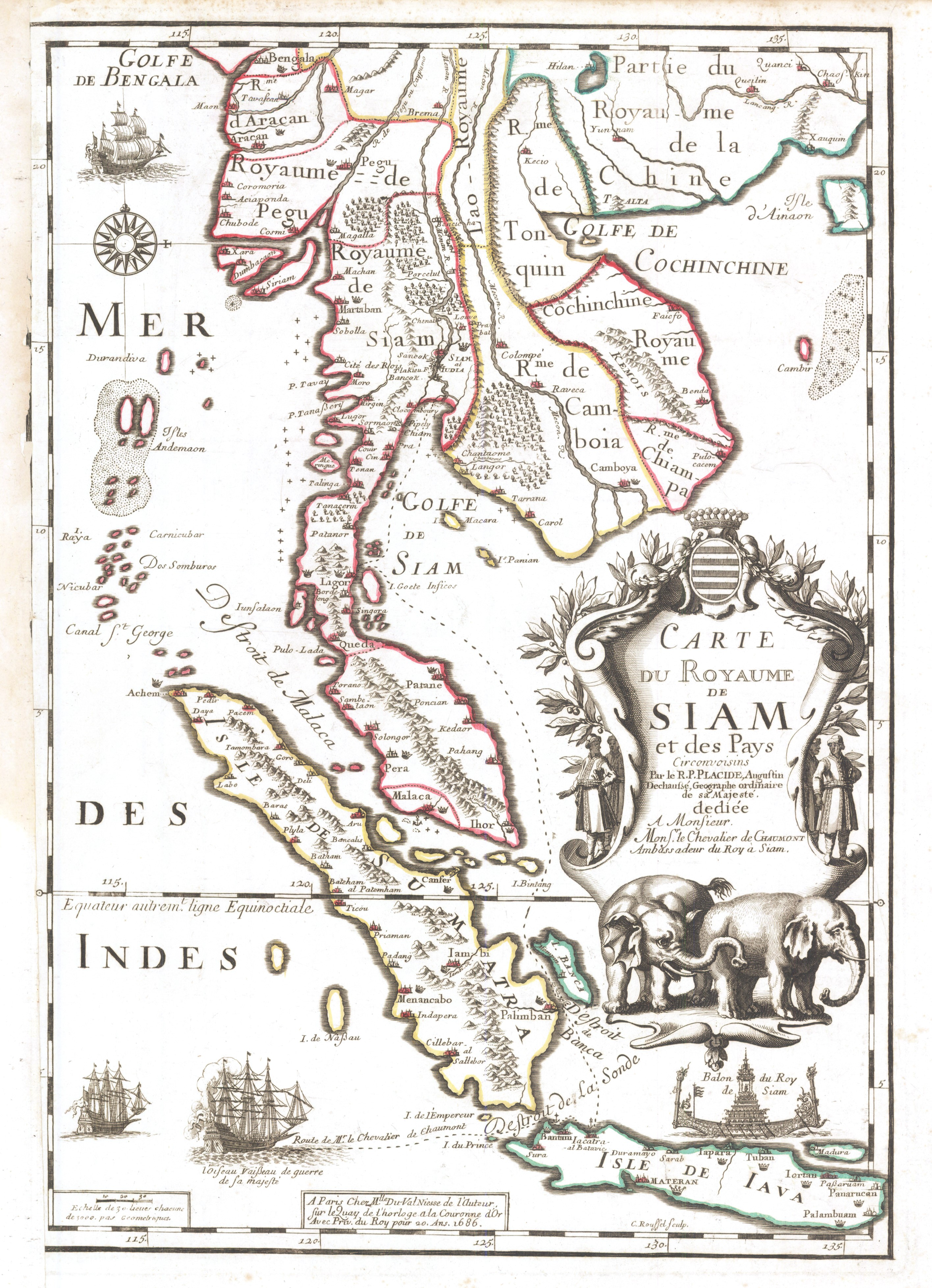
Французская карта Сиама 1686 года

подпись короля Монгкут Король Сиамский

## История
Сиам был самым могущественным и крупнейшим тайским государством в Индокитае. Он имел вассальные государства, среди которых были: Камбоджа, Ланна, Лаос, Пегу, а также части Малайи. Государство было основано династией Пхра Руанг и просуществовало до 1932 года. Первоначально территория будущего Сиама находилась под властью кхмеров, пока в 1238 году тайцы не добились независимости, основав королевство Сукхотаи. Во времена правления Рамкамхенга, сына Си Индрадитья, Сукхотхаи был могущественным королевством, имеющим связи с Монгольской империей. После смерти Рамкамхенга, Королевство Сукхотхаи пришло в упадок и было завоевано Королевством Аютия после многолетней войны. Аютия завоевала Ангкор, Сукхотхаи, Табмбралинга. Позже Королевство Аютия воевало с Ланна, затем с Бирмой (в период династии Таунгу),  и в итоге было разграблено бирманцами. Столица была перенесена в Тхонбури (сейчас район Бангкока) где правил король Пхрайя Таксин. Король Таксин вел войны с Ланной и другими царствами, чтобы воссоединить Сиам.

### Распад государства и дальнейшая судьба Сиама

Территориальные потери Королевства Сиам с 1785 года по 1909 год

После того как члены Народной партии (Кхана Ратсадон) совершили революцию 24 июня 1932 года и изменили государственный строй с абсолютной монархии на конституционную монархию, в стране произошло множество государственных переворотов. Премьер-министр Плек Пибунсонграм (Пибун Сонгкрам), стремясь укрепить национальную идентичность, переименовал государство. 24 июня 1939 года страна официально стала называться Таиланд, а гражданство её жителей изменилось с «сиамского» на «тайское». Это объяснялось тем, что название Сиам использовалось преимущественно за рубежом, а также стремлением создать новый образ государства, отчасти под влиянием Японии. Хотя официальное переименование произошло в 1939 году, традиционно считается, что эпоха Сиама как государства завершилась с падением абсолютной монархии в 1932 году.